# 吐きたくなるほど愛されたい
『吐きたくなるほど愛されたい』（はきたくなるほどあいされたい）は、日本のロックバンド、フラワーカンパニーズの7枚目のスタジオ・アルバム。2002年7月31日、トラッシュレコーズよりリリース。

## 概要
- 前作より2年3ヶ月ぶりのアルバム。レーベルをトラッシュレコーズに移籍し、インディーズからのリリースとなった。
- アルバムと同じタイトルの楽曲「吐きたくなるほど愛されたい」は収録されておらず、このすぐ後にリリースされたシングル「真冬の盆踊り」、アルバム『発熱の男』などに収録されている。

## 収録曲
特記以外作詞・作曲：鈴木圭介　全編曲：フラワーカンパニーズ
1. 白眼充血絶叫楽団 (1:58)
2. 人間の爆発 (5:37)
作曲：フラワーカンパニーズ
ライブ会場限定で販売された14thシングル曲。
3. 欲望中毒 (2:14)
作曲：フラワーカンパニーズ
4. YES,FUTURE (2:09)
作曲：フラワーカンパニーズ
14thシングルのカップリング曲。
5. 流れ星だろ人生は (3:14)
作曲：フラワーカンパニーズ
6. 中年中学生 (3:16)
7. 春の手前 (3:56)
8. 夢から醒めないうちに (4:00)
作詞・作曲：グレートマエカワ
9. 雨 (2:50)
10. 真赤な太陽 (4:13)
ライブ会場限定で販売された13thシングル曲。
11. 少年 (7:10)
13thシングルのカップリング曲。
12. セロハン(5:08)
13. 遠い空 (4:24)